# Lunz am See
Lunz am See là một đô thị thuộc huyện Scheibbs, Niederösterreich, Áo.
Since May 2007 Lunz am See is the home of the "Wasser Cluster Lunz". 